# NGC 1113
NGC 1113 is een ster in het sterrenbeeld Ram. Het hemelobject werd op 2 december 1863 ontdekt door de Duitse astronoom Albert Marth.